# Флунтерн (кладовище)
Кладовище Флу́нтерн  (нім. Friedhof Fluntern) розташоване на гірської ділянці, над містом Цюрих, Швейцарія. Знане за похованнями відомих письменників, зокрема Джеймса Джойса.
Кладовище розташоване на спільної гірської дорозі між Цюрихом та Цюрихським лісом на горі, поблизу від зоопарку та трамвайною зупинкою. Займає площу приблизно 33,250 квадратних метрів. Окрім поховань окремих осіб наявний також колумбарій та загальні могили. Багато родинних поховань мають індивідуальні нестандартні коштовні декорації та скульптури. На кладовищі є невелика каплиця, яка розрахована приблизно на 100 осіб, павільйон для відпочинку. У цій же споруді знаходяться адміністративні офіси та квартири служителів цвинтаря.

## Відомі особистості, що поховані на кладовищі
- Еміль Абдергальден, швейцарський біохімік
- Джеймс Джойс, письменник
- Еліас Канетті, письменник, лауреат Нобелівської премії
- Пауль Каррер, швейцарський хімік, лауреат Нобелівської премії
- Леопольд Ружичка, швейцарський хімік, лауреат Нобелівської премії
- Пауль Шеррер, швейцарський фізик